# 2025 en Finlande
Chronologie de la Finlande
- 2021
- 2022
- 2023
- 2024
- 2025
- 2026
- 2027
- 2028
- 2029

Cette page concerne les évènements survenus en 2025 en Finlande :

## Évènements
- 7 mai : un avion de chasse F/A-18C Hornet de la force aérienne finlandaise, s’écrase près de l’aéroport de Rovaniemi. Le pilote a pu s’éjecter et être secouru[1].
- 17 mai : 2 hélicoptères Robinson R44 Raven I de la société de construction estonienne Nordecon Betoon OÜ (NOBE OÜ) ont une collision en vol à Eura. 3 personnes était dans un appareil, 2 dans un second, elles sont toutes tués[2].